# Agapanthia korostelevi
Agapanthia korostelevi là một loài bọ cánh cứng trong họ Cerambycidae.